# 大垣市立西小学校
大垣市立西小学校（おおがきしりつ にししょうがっこう）は、岐阜県大垣市にある市立小学校。

## 概要
- 大垣市立西幼稚園を併設する。

## 沿革
- 1871年（明治4年）3月 - 安八郡久瀬川村の中組稲荷神社集会所に仮校を開設。
- 1872年（明治5年）
  - 5月4日 - 個人宅に移転。
  - 5月12日 - 同所廃止。
- 1873年（明治6年）4月 - 久瀬川義校が開校。
- 1875年（明治8年）8月 - 5番小学校に改称。その後久瀬川学校に改称。
- 1877年（明治10年）3月 - 13番小学校に改称する。
- 1880年（明治13年）11月 - 校区が久瀬川村のみとなる。
- 1886年（明治19年） - 久瀬川尋常小学校に改称する。
- 1889年（明治22年）7月1日 - 大垣城城下、大垣宿の地域[1]。久瀬川村、切石村、西崎村、室村、宮村、高屋村、藤江村、南村、南寺内村、世安村、今村の一部[2]、林本郷村、不破郡若森村の一部[3]、高橋村の一部[4]が合併し、大垣町が発足。
- 1891年（明治24年）10月18日 - 6時38分頃に発生した濃尾大地震により、校舎倒壊。
- 1893年（明治26年）6月 - 校舎建築竣工。
- 1917年（大正6年）
  - 4月 - 大垣町立西尋常小学校に改称し、併設の高等科廃止。
  - 11月 - 新築校舎落成。
- 1918年（大正7年） - 大垣町が市制施行。同時に大垣市西尋常小学校に改称する。
- 1935年（昭和10年）4月 - 校内に大垣市立西幼稚園が開園する。
- 1937年（昭和12年）10月 - 講堂及びプール落成。
- 1941年（昭和16年）4月 - 大垣西国民学校に改称する。
- 1945年（昭和20年）
  - 7月13日 - 大垣空襲により、第1回中庭に大型1個着弾。
  - 7月28日 - 大垣空襲を受けるが建物の被害は無し。被災した大垣市静里国民学校（現・大垣市立静里小学校）に建物の一部を貸与する。
- 1947年（昭和22年） - 大垣市立西小学校に改称する。
- 1951年（昭和26年）12月 - 新校舎本館の第1期工事完成。
- 1953年（昭和28年）4月 - 大垣市立西小学校内に仮設幼稚園を開設する。西小学校の敷地内に、西保育園と仮設幼稚園が併設されることになる。
- 1954年（昭和29年）9月 - 新校舎本館の第2期工事完成。
- 1955年（昭和30年）7月 - 新校舎本館の第3期工事完成により、本館が完成。
- 1958年（昭和33年）10月 - 新校舎新館（北舎）鉄筋第1期工事完成。
- 1959年（昭和34年）6月 - 新校舎新館（北舎）鉄筋第2期工事完成により、新館（北舎）が完成。
- 1960年（昭和35年）7月 - 新館と講堂間渡廊下及び物置改築、校門建設。
- 1963年（昭和38年）4月 - 西幼稚園が西小学校の校舎内に移転し、西保育園分園は船町保育園となる。西小学校には西幼稚園と西保育園が併設となる。
- 1967年（昭和42年）12月 - 新館（北舎）東端3教室増築竣工。
- 1969年（昭和44年）
  - 4月 - 西保育園が大垣市南若森町668-3に園舎を新築し、移転する。
  - 7月 - プール改築竣工。
  - 8月 - 旧西保育園舎除去し、西運動場整備。
- 1972年（昭和47年）
  - 2月 - 3教室（北舎西端）増築工事竣工。
  - 9月 - 玄関増設。
- 1980年（昭和55年）
  - 6月 - プール移転新設竣工、言語学級開設。
  - 12月 - 給食室新設、新館増築。
- 1981年（昭和56年）
  - 3月 - 体育館、特別教室完成。
  - 12月 - 中庭造成（樹木園・花壇）
- 1982年（昭和57年）3月 - 北門・駐車場完成。
- 1985年（昭和60年）9月 - PTAより校旗の寄贈を受ける。
- 1987年（昭和62年）7月 - 多目的ホール新設。
- 1988年（昭和63年）12月 - 南舎大規模改修、国旗掲揚塔・焼却炉改修。
- 1991年（平成3年）4月 - 飼育池・うさぎ小屋完成。
- 1993年（平成5年）8月 - 北舎2階3教室廊下側改修、日本語学級開設。
- 1995年（平成7年）8月 - グランド全面改修（遊具移動、スプリンクラー増設含む）。
- 2000年（平成12年）
  - 3月 - プール改修。
  - 10月 - 創立130周年記念事業として、記念実行委員会より相撲場寄贈。
- 2007年（平成19年）12月 - 南舎耐震補強改修。
- 2008年（平成20年）3月 - 大垣南ライオンズクラブより児童図書の寄贈。同月、防災倉庫新設。
- 2012年（平成24年）10月 - プール改修。
- 2014年（平成26年）2月 - 北舎耐震工事完了。
- 2015年（平成27年）2月 - 運動場改修工事完了。
- 2016年（平成28年）8月 - 南舎西、北舎東トイレ洋式化工事完了。
- 2019年（令和元年）
  - 6月 - 空調機設置工事完了
  - 8月 - 北舎2・3階廊下床改修工事完了。
- 2020年（令和2年）11月 - 創立150周年記念式典挙行。記念事業として、マーチング衣装寄贈。
- 2021年（令和3年）1月 - GIGAスクール構想に伴う1人1台タブレット導入。

### この節の出典
- 沿革の概要（学校ホームページ内） (PDF) （昭和20年台までの一部記載を除く）

## 通学区域
- 新馬場町、切石町1・2丁目、船町3-7丁目、久瀬川町1-7丁目、日の出町1・2丁目、南切石町1・2丁目、今町1・2丁目、若森町1～4丁目、木戸町（一部）、南若森町、南若森町1-6丁目、本今町、本今1-6丁目、青柳町1-4丁目、割田町、割田1丁目（一部）、2丁目（一部）、3丁目（一部）、外野町、宝和町である[5]。

## 学校周辺
- 大垣市立西幼稚園 - 同一建物内
- 久瀬川神社 - 敷地が隣接
- 岐阜県道31号岐阜垂井線
- 太平洋製鋼 - 大垣市道をはさんで、敷地が隣接。
- 東海サーモ
- 久瀬川公園
- 薬王寺
- 南若森第二公園
- 養老鉄道養老線

## アクセス
- 名阪近鉄バス「稲葉線」・「荒崎線」・「綾里養北線」[6]
  - 往路:「久瀬川」バス停から、徒歩約100m・約2分（復路は「久瀬川」バス停は通過扱い）。
  - 復路:「久瀬川四丁目」バス停から、徒歩約200m・約3分。
- 養老鉄道養老線西大垣駅から、徒歩約570m・約9分（駅から学校まで直線距離は約270mだが、駅出口設置個所と道路の関係で遠回りとなる）。

## 進学先中学校
- 大垣市立西中学校
- 大垣市立興文中学校

## 大垣市立西幼稚園
- 4、5歳児を対象とする幼稚園。定員は4歳児が30名、5歳児が35名。
- 園舎は西小学校の校舎の一部を使用している。
- 通園区域は、5歳児は西小学校の通学区域と同じであるが、4歳児は通園区域の指定はされていない[7]。

### 沿革
- 1935年（昭和10年）4月 - 大垣市西尋常小学校内に大垣市立西幼稚園として開園する。
- 1948年（昭和23年）12月 - 保育所に切り替えられ、大垣市立西保育所となる。
- 1953年（昭和28年）4月 - 大垣市立西小学校内に仮設幼稚園を開設する。西小学校の敷地内に、西保育園と仮設幼稚園が併設されることになる。
- 1955年（昭和30年） - 西保育園、仮設幼稚園の園舎が不足したため、薬王寺[注釈 1]を仮園舎として一部の園児を収容する。
- 1956年（昭和31年）4月 - 大垣市南切石町2丁目57に大垣市立西幼稚園が開園する。西幼稚園内には西保育園分園を併設し、西小学校通学区域のうち近鉄養老線より東側の幼児が通園する。西小学校に併設の西保育園、仮設幼稚園には近鉄養老線より西側の幼児が通園する。薬王寺の仮園舎を廃止する。
- 1963年（昭和38年）4月 - 西幼稚園は西小学校の校舎内に移転し、仮設幼稚園を廃止。